# Эдмонтония
Эдмонтония (лат. Edmontonia) — род панцирных динозавров из семейства нодозаврид, обитавших в позднем меловом периоде. Ископаемые скелеты эдмонтонии были найдены на территории Канады и США.
Ящер назван в честь Эдмонтонской геологической формации, которая находится в канадской провинции Альберта, где были впервые найдены его останки.

## Описание

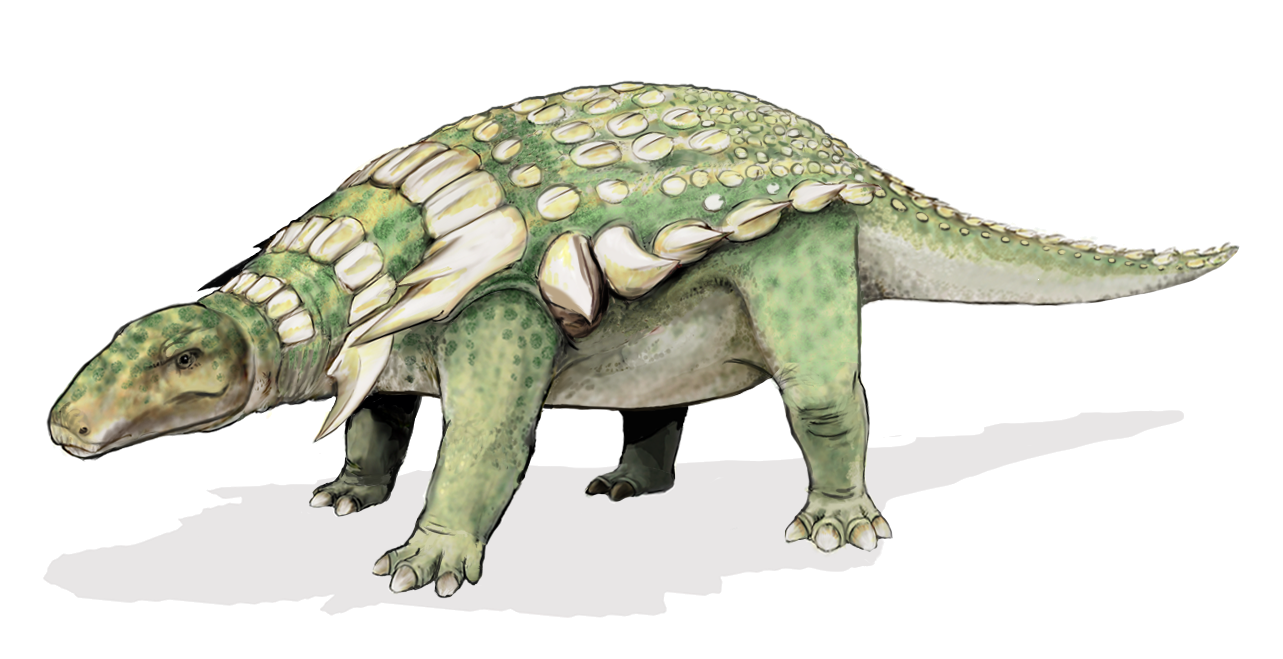
Художественное изображение

Эдмонтония являлся травоядным динозавром весом около 4 тонн при высоте 2 метра и длине 7 метров. Его спина и верхняя часть головы были покрыты костными пластинками, которые ближе к хвосту становились более похожими на шипы. Четыре наиболее крупных шипа отходили из плеч ящера в разные стороны, служа в качестве защиты или орудия борьбы между сородичами.

## Открытие и виды

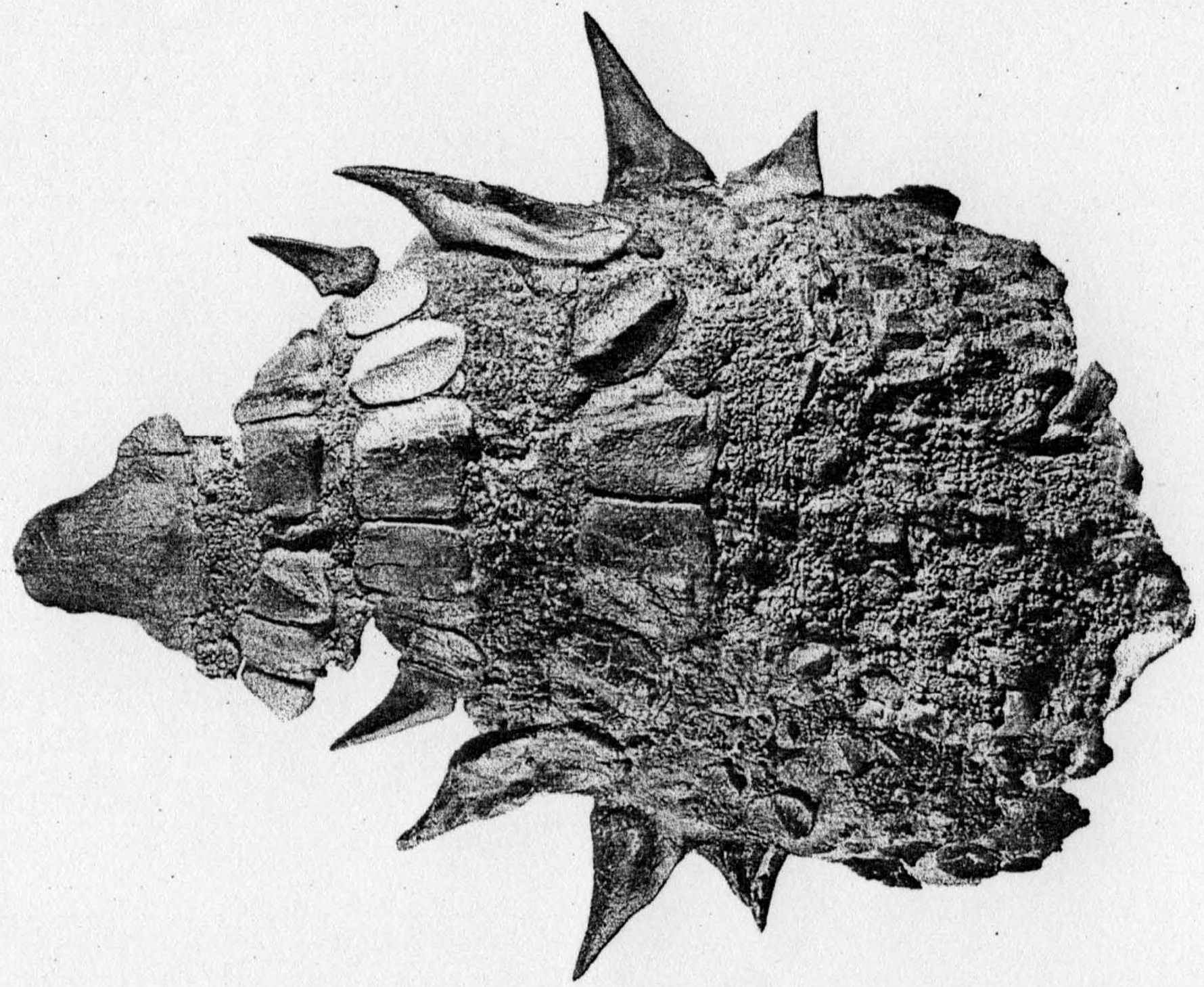
Панцирь эдмонтонии

Типовой вид ящера (E. longiceps) был впервые обнаружен в 1924 году Джорджем Патерсоном в геологической формации Horsehoe Canyon близ деревни Morrin. Однако название было дано ему лишь в 1928 году Чарлзом Стернбергом. Голотип NMC 8531 состоит из частичного скелета.
Позже в геологической формации Агуя в Техасе был найден другой вид, который в 1930 году получил название E. rugosidens. Из-за различий в строении черепа с типовым видом Роберт Бэккер отнёс его к отдельному роду или подроду Chassternbergia (в честь Стернберга), что, впрочем, не находит общего признания в научной среде.
Третий известный на сегодня вид — E. australis, который известен только по найденным шейным щиткам, в настоящее время является синонимом Glyptodontopelta (Burns, 2008).